# Kazimieras-Simonavičius-Universität

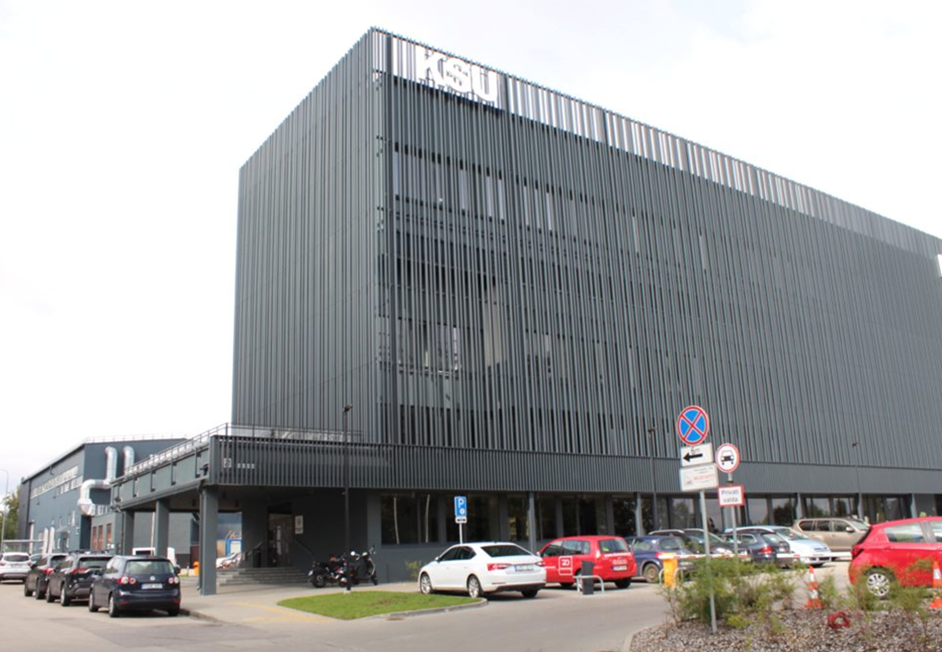
Hauptstadtcampus der Kazimieras-Simonavičius-Universität

Die Kazimieras-Simonavičius-Universität (litauisch Kazimiero Simonavičiaus universitetas) ist eine staatlich anerkannte, private Universität in Litauens Hauptstadt Vilnius. Ein weiterer Campus der Universität befindet sich in der Hafenstadt Klaipėda. Benannt ist die Universität nach Casimir Simienowicz (1600–1651), einem Pionier der Raketenforschung.

## Geschichte
Im August 2003 wurde die Akademie für Wirtschaftsrecht Vilnius (Vilniaus verslo teisės akademija) gegründet. Im selben Jahr öffnete die zugehörige Bibliothek und 2006 wurde eine Studentenvertretung gegründet. Seit 2012 heißt die Hochschule Kazimieras Simonavičiaus universitetas.

## Studiengänge
Die Kazimieras-Simonavičius-Universität bietet 13 Bachelor- und 5 Master-Studiengänge in rechts-, kommunikations- und wirtschaftswissenschaftlichen Fächern an und verfügt über das Promotionsrecht.
Das Informationsportal der deutschen Kultusministerkonferenz zu ausländischen Bildungsabschlüssen (anabin) klassifiziert die Kazimieras Simonavičius Universität als Institution mit dem Status H+. Dieser Status bedeutet, dass die betreffende Institution sowohl in ihrem Sitzland als auch in Deutschland als Hochschulinstitution anerkannt wird. Gleiches gilt für Abschlüsse, die an der Kazimieras Simonavičius Universität erworben wurden.

## Leitung
- 2003–2004: Romualdas Stanislovaitis
- 2005–2011: Edmundas Trasauskas
- 2012–2021: Arūnas Augustinaitis
- 2021–2022: Austė Kiškienė
- seit 2023: Jolanta Bieliauskaitė

## Lehrende und Forschende
- Jari Kaivo-oja, Zukunftsforscher, Ordentlicher Professor, Mitglied des Senats
- Inga Minelgaite (* 1982), Ordentlicher Professor, Präsident des Konzils
- Andrius Navickas (* 1972), Journalist und Politiker
- Steffen Roth, Wirtschaftswissenschaftler und Soziologe, Ordentlicher Professor, Präsident des Senats
- Živilė Simonaitytė (* 1986), Politikerin, Vizeminister für Gesundheit und stellvertretender Generalauditor des Litauischen Staates
- Kazimieras Liudvikas Valančius (1936–2018), Wirtschaftsrechtler, Dekan, Ordentlicher Professor